# D.E.V.O.L.U.T.I.O.N.
D.E.V.O.L.U.T.I.O.N. es el décimo álbum de estudio de la banda alemana de thrash metal Destruction. El álbum fue publicado el 29 de agosto del 2008 mundialmente por AFM Records y Candlelight Records en los Estados Unidos.
El álbum cuenta con la participación de numerosos guitarristas invitados como: Gary Holt de Exodus, Jeff Waters de Annihilator, tocando solos en la canción "Urge (The Greed of Gain)", además de Vinnie Moore de UFO.

## Lista de canciones
Todas las primeras letras de cada pista anuncian la palabra "Devolution".
1. "Devolution"
2. "Elevator to Hell"
3. "Vicious Circle - The 7 Seven Deadly Sins"
4. "Offenders of the Throne"
5. "Last Desperate Scream"
6. "Urge (The Greed of Gain)"
7. "The Violation of Morality"
8. "Inner Indulgence"
9. "Odyssey of Frustration"
10. "No One Shall Survive"
11. "Shell Shock" (Sólo en Japón)

## Integrantes
- Marcel Schirmer - bajo y voz
- Mike Sifringer - guitarra
- Marc Reign - batería

- Datos: Q2563715